# Setarches
Setarches ist eine Knochenfischgattung in der Familie der Drachenköpfe.

## Merkmale
Der Körper ist moderat seitlich abgeflacht. Mit Ausnahme der Wangen und hinter den Augen ist der Kopf unbeschuppt. Am Vordeckel befinden sich fünf Stacheln, der Präorbitalknochen (Knochen vor der Augenhöhle) ist mit drei Stacheln besetzt. Wenn frisch, sind Körper und Kopf rot. Die Schwimmblase ist gut entwickelt. Der gesamte Verdauungstrakt, einschließlich Mundhöhle, Magen, Pylorusschläuche und  Darm ist bei lebenden Tieren schwarz, bei präparieren Exemplaren schwarzgrau.
Die geteilte Rückenflosse (Dorsale) wird von 12 (11 bis 13) Stachelstrahlen und 9 oder 10 (9 bis 11) Weichstrahlen gestützt, die Afterflosse (Anale) von 3 Stachelstrahlen und 5 (4 bis 6) Weichstrahlen (juvenile Tiere nur 2 Stachelstrahlen). Die Brustflossen (Pectorale) haben 20 bis 25 Flossenstrahlen.
Johnson stellte fest, dass sich ein im Dezember 1861 gesammeltes Exemplar von Sebastes guentheri von den anderen Exemplaren der Gattung unterschied und erstellte die Gattung Setarches in seiner Erstbeschreibung auf der Beschreibung von Setarches guentheri neu. Unter anderem vermerkte er, dass der Körper von Cycloidschuppen bedeckt ist. Auf Kiefer, Pflugscharbein (Vomer) und Gaumenbein (Palatinum) befinden sich dünne, längliche (villiforme) Zähne. Die Seitenlinie ist eine breite, schuppenlose Rinne. Neben sechs oder sieben Branchiostegalstrahlen vermerkte er Pylorusschläuche in geringer Zahl. Bei dem Typexemplar konnte er keine Schwimmblase feststellen und schrieb der Gattung deshalb keine Schwimmblase zu.

## Verbreitung
Setarches longimanus kommt im westlichen Pazifik und im Indischen Ozean, Setarches guentheri im Atlantik sowie im Indischen und im westlichen Pazifischen Ozean vor.

## Lebensraum
Setarches Arten leben pelagisch oder semipelagisch vor der Küste in Tiefen von 200 bis 800 Meter.

## Arten
Der Gattung gehören drei Arten an, allerdings ist Setarches armata möglicherweise synonym zu einer anderen Art der Gattung. Setarches guentheri und Setarches longimanus sind sich morphologisch und in der Färbung adulter Tiere sehr ähnlich:
- Setarches armata (Fowler, 1938)
- Setarches guentheri J. Y. Johnson, 1862
- Setarches longimanus (Alcock, 1894)